# Елизавета Гессенская (1502—1557)
Елизавета Гессенская (нем. Elisabeth von Hessen, 1502—1557) — принцесса гессенская, в замужестве — наследная принцесса саксонская. После смерти мужа, Иоганна Саксонского, взяла управление доставшимися ей в результате брака наделами — в первую очередь, амтами Рохлиц и Крибштайн — в собственные руки, в результате чего известна также под именем Елизаветы Рохлицской (нем. Elisabeth von Rochlitz).
Детство Елизаветы прошло под знаком противостояния её матери Анны Мекленбургской с гессенскими сословиями, которые после смерти ландграфа Вильгельма II в 1509 году и вопреки его завещанию переняли управление в Гессене, сформировав специальный руководящий орган под руководством ландгофмейстера Людвига фон Бойнебурга цу Ленгсфельда, и установив опеку над вдовствующей ландграфиней и её детьми. В этот период Елизавета жила вместе со своей матерью в Гисене, в то время как её брат Филипп оставался под контролем дворянского совета в Касселе. С 1514 года, после освобождения от опеки совета, Елизавета Гессенская вместе с матерью смогла вернуться в Кассель.
8 марта 1515 года — после специального разрешения папы римского — Елизавета Гессенская была обручена с Иоганном Саксонским, старшим сыном Георга Бородатого. Спустя короткое время, 27 августа в Марбурге состоялась церемония церковного бракосочетания. Однако к дрезденскому двору Елизавета окончательно отбыла лишь в январе 1519 года. Как и её мать в Касселе, в Дрездене Елизавета Гессенская была вынуждена постоянно бороться за свою самостоятельность с герцогом Георгом, что, вероятно, было связано с бездетностью наследной пары. В то же самое время Елизавета проявила себя талантливым посредником в семейных делах, многократно разрешая разногласия между своей матерью и братом: как вследствие желания Анны Мекленбургской повторно выйти замуж (её сын был категорически против), так и из-за распространения Реформации в Гессене (Анна Мекленбургская осталась твёрдо привержена католической вере).
После смерти мужа 11 января 1537 года, 35-летняя Елизавета Гессенская удалилась в Рохлиц, обещанный ей при заключении брачного договора. Саксонский герцогский двор, однако, не спешил с выделением ей финансовых средств и административных полномочий; в 1539 году эту проблему удалось разрешить благодаря посредничеству её брата Филиппа Великодушного. С 1541 года она выступала советницей вступившего на герцогский престол Морица Саксонского, и, кроме того, посвящала время воспитанию своей племянницы Барбары.
Уже с 1537 года Елизавета — при поддержке брата — на своих землях начала активно поддерживать введение протестантского вероучения, в то время как её зять Георг Бородатый на прочей саксонской территории оставался на позициях католицизма. Вскоре по рекомендации своего брата Филиппа Елизавета Гессенская была принята в Шмалькальденский союз — оборонительное объединение протестантских князей и сословий Германии, став тем самым единственной женщиной этого союза. В последовавшей Шмальканденской войне ей удавалось снабжать протестантов важной для ведения вооружённой борьбы информацией, что, однако, после поражения союза принесло ей обвинение в государственной измене. Вынужденная покинуть Рохлиц, Елизавета нашла пристанище в гессенской части Шмалькальдена, и с 1547 года жила в так называемом «Гессенском дворе». Пока её брат находился в имперском плену в Нидерландах, она вновь часто бывала в Касселе, взяв на себя воспитание детей Филиппа I.
Тяжело заболев в 1556 году, Елизавета Гессенская скончалась 6 декабря 1557 года в Шмалькальдене, и была похоронена в марбургской церкви св. Елизаветы.